# Cercle Caïssa
Le Cercle d'Échecs Caïssa, dit Caïssa est un ancien club d'échecs français créé en 1939 et disparu en 1999.

## Historique
En 1939, Jeanne Le Bay Taillis fonde Caïssa au 5, avenue Gabriel, dans le 8e arrondissement de Paris. Le club organise alors régulièrement des tournois, tels le fameux « Tournoi de Noël », et est fréquenté par de grands joueurs de l'époque, comme la championne du Monde Vera Menchik, François Molnar (qui deviendra triple champion d'échecs de Paris dans les années 1960), Chantal Chaudé de Silans (championne de France et 7e aux championnats du monde à Moscou en 1950) ou encore Nicolas Rossolimo (futur champion de France). Caïssa édite à l'époque une revue mensuelle, la Revue Caïssa.
En 1970, à la mort de Jeanne Le Bay Taillis, Chantal Chaudé de Silans reprend la direction du club. Il avait été convenu entre les deux femmes que Chantal Chaudé de Silans se retire de la compétition pour se consacrer à la formation des jeunes « Bébés de Caïssa ». Caïssa est alors installé dans un appartement de 250 m2, rue Pigalle.
En 1986, Caïssa remporte le championnat de France d'échecs des clubs. La notoriété de sa dirigeante lui a en effet permis d'amalgamer les meilleurs joueurs français (Jacques Maclès) et quelques grands maîtres étrangers (Lev Polougaïevski), tout en formant les grands maîtres de l'avenir (Joël Lautier, Sébastien Mazé).
Durant les dernières années, le club déménage rue Rougemont dans le 9e arrondissement de Paris.
En 1999, Chantal Chaudé de Silans tombe malade, le club connait alors des difficultés financières et devient peu à peu inactif.
En 2001, Chantal Chaudé de Silans meurt. Caïssa, qui était alors le plus vieux club d'échecs parisien, est repris par Nahed Ojjeh et devient le NAO Chess Club.

## Structures du club
Au-delà des succès sportifs, Caïssa avait pour particularité d'être ouvert quasiment tous les jours de l'année, Mme Chaudé habitant dans une partie de l'appartement. Le cercle constituait donc un lieu de sociabilité majeur pour les joueurs d'échecs ; toutes les catégories étaient représentées, des anciens champions du monde en visite de courtoisie (Boris Spassky, David Bronstein) au « blitzeur » du célèbre tournoi du samedi après-midi.
Beaucoup de membres étant fumeurs, les locaux du club étaient connus pour être imprégnés d'une odeur de cigarettes.

## Personnalités
De très nombreux joueurs, qu'ils soient membres du club ou simplement de passage, ont fréquenté Caïssa,, :
- Manuel Apicella
- David Bronstein
- Laurent Fressinet
- Joël Lautier
- Jordi Lopez
- Sébastien Mazé
- Vera Menchik
- Jean-Claude Moingt
- François Molnar
- Igor-Alexandre Nataf
- Lev Polougaïevski
- Stepan Popel
- Nicolas Rossolimo
- Boris Spassky
- Nikola Spiridonov